# Opua nephodes
Opua nephodes é uma espécie de peixe da família Gobiidae e da ordem Perciformes.

## Morfologia
- Os machos podem atingir 4,4 cm de comprimento total.[4]

## Predadores
No Hawaii sofre predação por Sphyrna lewini.

## Habitat
É um peixe marítimo, de clima tropical e associado aos recifes de coral, que vive entre 1–169 m de profundidade.

## Distribuição geográfica
É encontrado no Oceano Pacífico: no Hawaii e nas Ilhas Marshall.

## Observações
É inofensivo para os humanos.